# Malachi Boateng
Malachi Boateng (* 5. Juli 2002 in London) ist ein englischer Fußballspieler, der bei Plymouth Argyle unter Vertrag steht.

## Karriere
Malachi Boateng wurde in der englischen Hauptstadt London geboren. Er hat ghanaische Vorfahren und ist der Bruder des Fußballspielers Hiram Boateng. Er kam als Jugendspieler im Alter von 11 Jahren zu Crystal Palace und unterzeichnete im Oktober 2019 seinen ersten Profivertrag bei dem Verein aus dem südlich gelegenen Londoner Stadtteil South Norwood. Boateng wechselte im August 2022 auf Leihbasis für die Saison 2022/23 zum schottischen Zweitligisten FC Queen’s Park. Sein Profidebüt gab er einen Tag später, bei einem 3:2-Sieg über Partick Thistle als er in der Startelf stand. Im Oktober 2022 erzielte Boateng sein erstes Tor für den Verein, als er bei einer 1:2-Niederlage gegen Greenock Morton traf. Boateng erlebte eine sehr starke Saison mit den „Spiders“ und verhalf der Mannschaft fast zum Gewinn der Zweitligameisterschaft. Queen’s Park erreichte am Ende der Saison die Aufstiegs-Playoffs in der es eine Niederlage gegen Partick Thistle gab.
Am 18. Juli 2023 wechselte Boateng für eine Saison auf Leihbasis zum schottischen Erstligaaufsteiger FC Dundee. Sein Pflichtspieldebüt gab er bei einem Auswärtssieg in der Gruppenphase des schottischen Ligapokals gegen Bonnyrigg Rose Athletic. Boateng hatte eine erfolgreiche Saison mit Dundee, bestritt insgesamt 32 Ligaeinsätze und verhalf dem Verein zu einem Platz unter den ersten sechs der Scottish Premiership 2023/24, bevor er zu seinem Stammverein zurückkehrte.
Im August 2024 schloss sich Boateng für eine nicht genannte Ablösesumme und einem Dreijahresvertrag an den schottischen Erstligisten Heart of Midlothian. Sein Debüt feierte am 1. Spieltag der Saison 2024/25 gegen die Glasgow Rangers, als er bei dem 0:0-Unentschieden für Kenneth Vargas eingewechselt wurde. Bereits sechs Monate nach der Vertragsunterzeichnung wechselte Boateng zu Plymouth Argyle nach England.